# Fortaleza El Coyotepe
Para la batalla acaecida en los cerros Coyotepe y La Barranca, véase Batalla de Coyotepe
Fortaleza El Coyotepe es una estructura militar apostada estratégicamente a una altitud de 360 m s. n. m. en la cima del cerro Coyotepe en las cercanías de la ciudad de Masaya, cuya construcción asemeja la de una fortaleza de la Corona española, pero fue construido en el siglo XX por ingenieros nicaragüenses en el periodo entre la I y la II guerras mundiales para servir como puesto vigía sobre la vía del Ferrocarril del Pacífico de Nicaragua que unía a Managua, la capital de Nicaragua, con las ciudades de Masaya y Granada.
En 1967 el cerro y la fortaleza fueron declarados Patrimonio Cultural y Monumento Histórico por el Congreso Nacional de Nicaragua.

## Toponimia
El nombre Coyotepe proviene de los vocablos náhuatl Coyo, coyote y tepec, cerro que significa "Cerro de los Coyotes" y según la tradición oral en el sitio abundaban las madrigueras de coyotes.

## Historia
El cerro Coyotepe se eleva 360 m s. n. m., en las afueras de la ciudad de Masaya. 
El Coyotepe y vecino La Barranca son dos cerros pequeños situados al norte de Masaya, estratégicamente su dominio permitía el control de la vía férrea que unía Managua con Granada, plaza ocupada por el General Mena.
Estos cerros fueron escenario de combates en tres revoluciones. En la historia de Nicaragua se registra que ahí se combatió durante:
- La Revolución Liberal de 1893 triunfante bajo la jefatura de José Santos Zelaya cuando los revolucionarios liberales vencieron a las fuerzas conservadoras de la Junta de Gobierno encabezada por Joaquín Zavala.

- La Intervención estadounidense de 1912 fue escenario del enfrentamiento entre marines estadounidenses y el Ejército Aliado libero-conservador al mando del doctor y general Benjamín Zeledón[4] que se había atrincherado ahí un mes después del desembarco estadounidense. El general Zeledón fue muerto en una breve escaramuza tras la batalla de los cerros Coyotepe y La Barranca y su cadáver fue vejado y exhibido por los caminos y calles de Niquinohomo y Catarina.

- La Revolución Nicaragüense de 1979 cuando la Guardia Nacional de Nicaragua bombardeó los barrios de Masaya durante la ofensiva final del Frente Sandinista de Liberación Nacional.

### Verdad histórica
El único relato exacto relacionado con el asalto de los marines al cerro Coyotepe y la condición de este en el momento de la batalla de Coyotepe se encuentra en un discurso que el mismo Joseph Henry Pendleton (1860 - 1942) dio en 1913 en ocasión de la inauguración de una placa en honor a los marines muertos durante la batalla. La placa conmemorativa esta en una pared en los cuarteles de los marines en Boston (Charlestown Navy Yard), Massachusetts, de donde habían salido rumbo a Nicaragua la mayoría de los marines que participaron en el asalto.
Según lo narrado por Pendleton, la cumbre del Coyotepe estaba llena de trincheras y no había ningún edificio allí en ese momento. 
Lo anterior desmiente las versiones que falsamente afirman que ya existía la fortaleza, incluso señalan que se construyó a finales del siglo XIX por el gobierno de Zelaya.
La versión de Pendlenton la sostiene la arquitectura y diseño de la fortaleza que fue construida entre los dos guerras mundiales; es decir, en una fecha posterior a la batalla del 3 y 4 de octubre de 1912.

### Dictadura somocista
Luego del asesinato de Sandino en 1934 ordenado por Anastasio Somoza García y su llegada al poder, el lugar fue usado cómo una cárcel para prisioneros comunes y también lugar de tortura para prisioneros políticos que se consideraban hostiles por el régimen somocista.
En 1964, el Presidente Dr. René Schick Gutiérrez donó la Fortaleza y 52 manzanas de tierra a la Asociación de Scouts de Nicaragua (ASN). 
En 1972, después del terremoto del 23 de diciembre que destruyó la ciudad de Managua, la Fortaleza y el Campo Escuela Scout sirvieron como refugio para cientos de damnificados.
Anastasio Somoza Debayle, entre 1975 y 1979, utilizó nuevamente la Fortaleza como una prisión de adversarios políticos, se cometieron actos de tortura y muerte.

### Revolución Popular Sandinista
Después del triunfo de la Revolución Popular Sandinista, los sandinistas ocuparon la Fortaleza como prisión desde  1979 hasta 1983, cuando dejó de ser un símbolo de represión y pasó a manos de organizaciones infantiles y juveniles, como el Movimiento de Exploradores de la Asociación de Niños Sandinistas "Luis Alfonso Velásquez Flores".

### Campo Escuela Scout
En 1992, la presidenta Violeta Barrios de Chamorro, devolvió el Campo Escuela a la Asociación de Scouts de Nicaragua, en un acto público celebrado en la Fortaleza. El estado en que se recibió fue desalentador, pues el lugar se encontraba en condiciones deplorables debido al paso del tiempo y falta de mantenimiento. La ASN ha abierto la Fortaleza para los visitantes nacionales y extranjeros.

## Atractivo
Desde las torres y cúpulas de la fortaleza El Coyotepe se ofrece una vista panorámica de la ciudad de Masaya, de la laguna de Masaya y del complejo volcánico del mismo nombre; así como del Volcán Mombacho y las alturas de El Crucero.
Desde el torreón de la esquina norte se observa el volcán Masaya y la ciudad de Managua, que tiene de fondo la Península de Chiltepe, el volcán Apoyeque y el Lago Xolotlán. 
Desde la esquina este se aprecia la zona del Charco de Tisma, los llanos de Malacatoya y parte del Gran Lago de Nicaragua. 
Hacia el sur se puede ver en el horizonte parte de la Cordillera Chontaleña.
En la cúpula central, se encuentra un museo en memoria de Benjamín Zeledón y demás combatientes caídos en 1912, anteriormente era la oficina de la Guardia Nacional que se acuartelaba en esta fortaleza. Los visitantes pueden observar fotos antiguas del general Zeledón y de El Coyotepe de aquella época, así como fragmentos de cartas del héroe. 
Se ha convertido en un sitio de interés turístico de Masaya, siendo visitado por nacionales y extranjeros, quienes pueden realizar caminatas y experimentar el terror de estar encerrados en los  sombríos calabozos sin luz solar, estos ha sido pintado con grafitis que datan de la década de los 90's.